# Tetri
Tetri (georgiska: ქართული თეთრი, Kartuli tetri) är en del av valutan som används i Georgien. 100 tetri = 1 lari. Tetrin började användas från år 1995. Namnet tetri ("vit") kommer ifrån termen som beskriver guld-, silver och kopparmynt från antika Georgien. Pluraltermen av "tetri" är "tetrebi". 

## Galleri
Moderna mynt utgivna i Georgien:
| 1 tetri (obverse) · 1 tetri (reverse)   | 1 tetri (utgiven från år 1993) diameter: 15.0 mm (tjocklek: 1,25 mm) rostfritt stål (1,38 g)  |
| 2 tetri (obverse) · 2 tetri (reverse)   | 2 tetri (utgiven från år 1993) diameter: 17.5 mm (tjocklek: 1,25 mm) rostfritt stål (1,90 g)  |
| 5 tetri (obverse) · 5 tetri (reverse)   | 5 tetri (utgiven från år 1993) diameter: 20.0 mm (tjocklek: 1,32 mm) rostfritt stål (2,50 g)  |
| 10 tetri (obverse) · 10 tetri (reverse) | 10 tetri (utgiven från år 1993) diameter: 22.0 mm (tjocklek: 1,27 mm) rostfritt stål (3,00 g) |

| 20 tetri (obverse) · 20 tetri (reverse)               | 20 tetri (utgiven från år 1993) diameter: 25.0 mm (tjocklek: 1,62 mm) rostfritt stål (5,00 g)     |
| 50 tetri – 1993 (obverse) · 50 tetri – 1993 (reverse) | 50 tetri (utgiven från år 1993) diameter: 19.0 mm (tjocklek: 1,40 mm) koppar (2,50 g)             |
| 50 tetri – 2006 (obverse) · 50 tetri – 2006 (reverse) | 50 tetri (utgiven från år 2006) diameter: 24,0 mm (tjocklek: okänt) kopparnickellegering (6,50 g) |